# Josef Pörer
Josef Pürer, avstro-ogrski častnik, vojaški pilot in letalski as, * 20. oktober 1894, Schonau, † 31. avgust 1917 (KIA).
Nadporočnik Pürer je v svoji vojaški službi dosegel 6 zračnih zmag.

## Življenjepis
Med prvo svetovno vojno je bil pripadnik Flik 3J in Flik 19.
Pürer je padel v zračnem dvoboju s angleškim letalskim asom Cottlom.

## Odlikovanja
- vojaški zaslužni križec 3. razreda (2x)
- bronasta vojaška zaslužna medalja